# LOCOS

Estructura on s'hi aprecia l'oxidació del silici

LOCOS, acrònic anglès de LOCal Oxidation of Silicon, és un procés de microfabricació on el diòxid de silici es forma en zones seleccionades d'una oblia de silici que té la interfície Si-SiO₂ en un punt més baix que la resta de la superfície de silici. A partir del 2008 va ser substituït en gran manera per l'aïllament de rases poc profundes.

Estructura típica LOCOS : 1) Silici 2) Diòxid de silici

Aquesta tecnologia es va desenvolupar per aïllar els transistors MOS entre ells i limitar la diafonia dels transistors. L'objectiu principal és crear una estructura aïllant diòxid de silici que penetri sota la superfície de l'oblia, de manera que la interfície Si-SiO ₂ es produeixi en un punt més baix que la resta de la superfície de silici. Això no es pot aconseguir fàcilment gravant l'òxid de camp. En el seu lloc, s'utilitza l'oxidació tèrmica de regions seleccionades que envolten els transistors. L'oxigen penetra en profunditat de l'oblia, reacciona amb el silici i el transforma en òxid de silici. D'aquesta manera, es forma una estructura immersa. Amb finalitats de disseny i anàlisi de processos, l'oxidació de les superfícies de silici es pot modelar eficaçment mitjançant el model Deal-Grove.